# Jerzy Lerski
Jerzy Jan Marian Lerski, właśc. Sołtysik, ps. „Jur” (ur. 20 stycznia 1917 we Lwowie, zm. 1992 w San Francisco) – polski prawnik, politolog i historyk, kurier Rządu RP na uchodźstwie, działacz emigracyjny.

## Życiorys

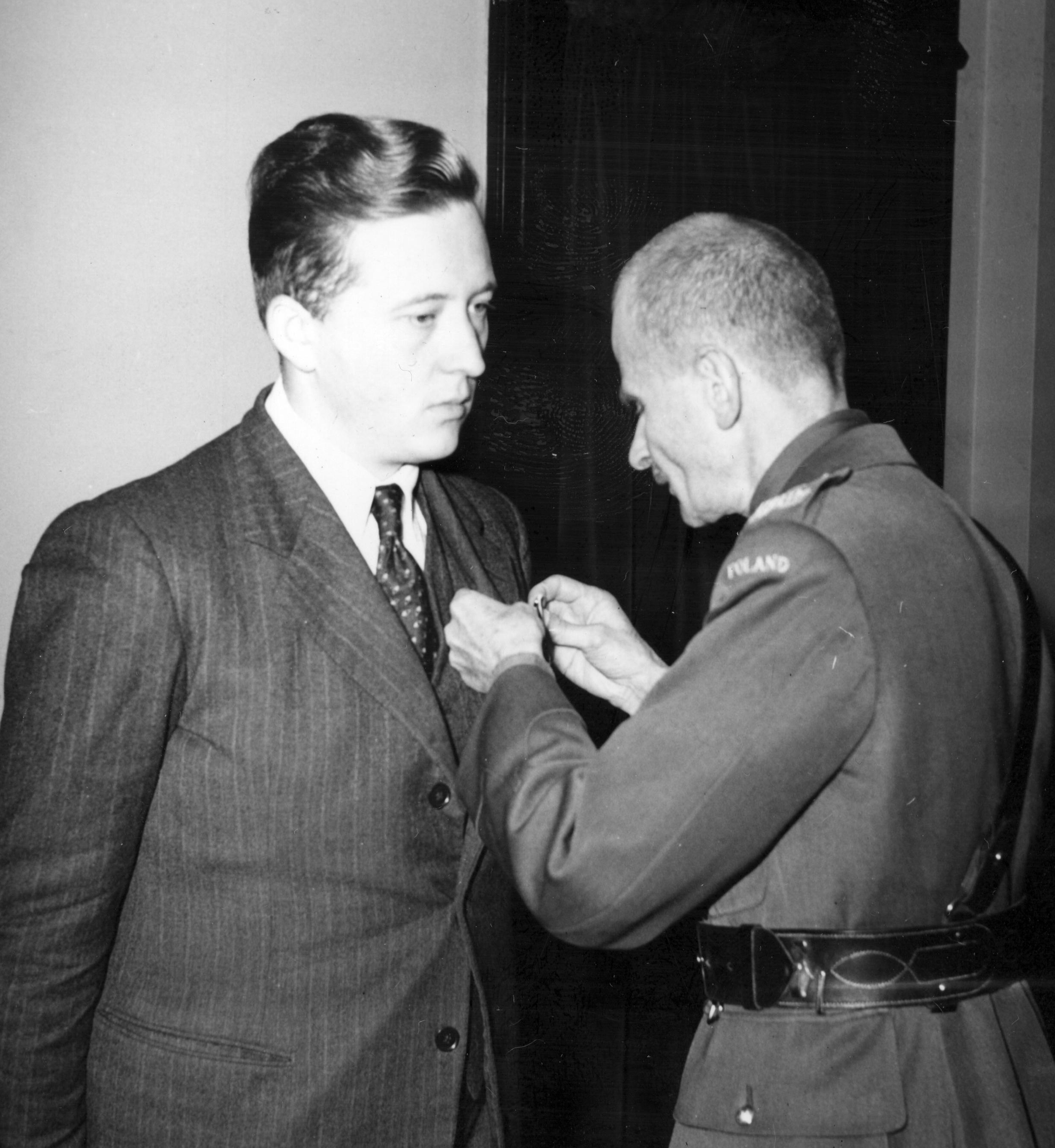
Dekoracja por. Jerzego Lerskiego - kuriera przybyłego z kraju - Krzyżem Walecznych przez gen. Mariana Kukiela; Londyn, 2 października 1944.

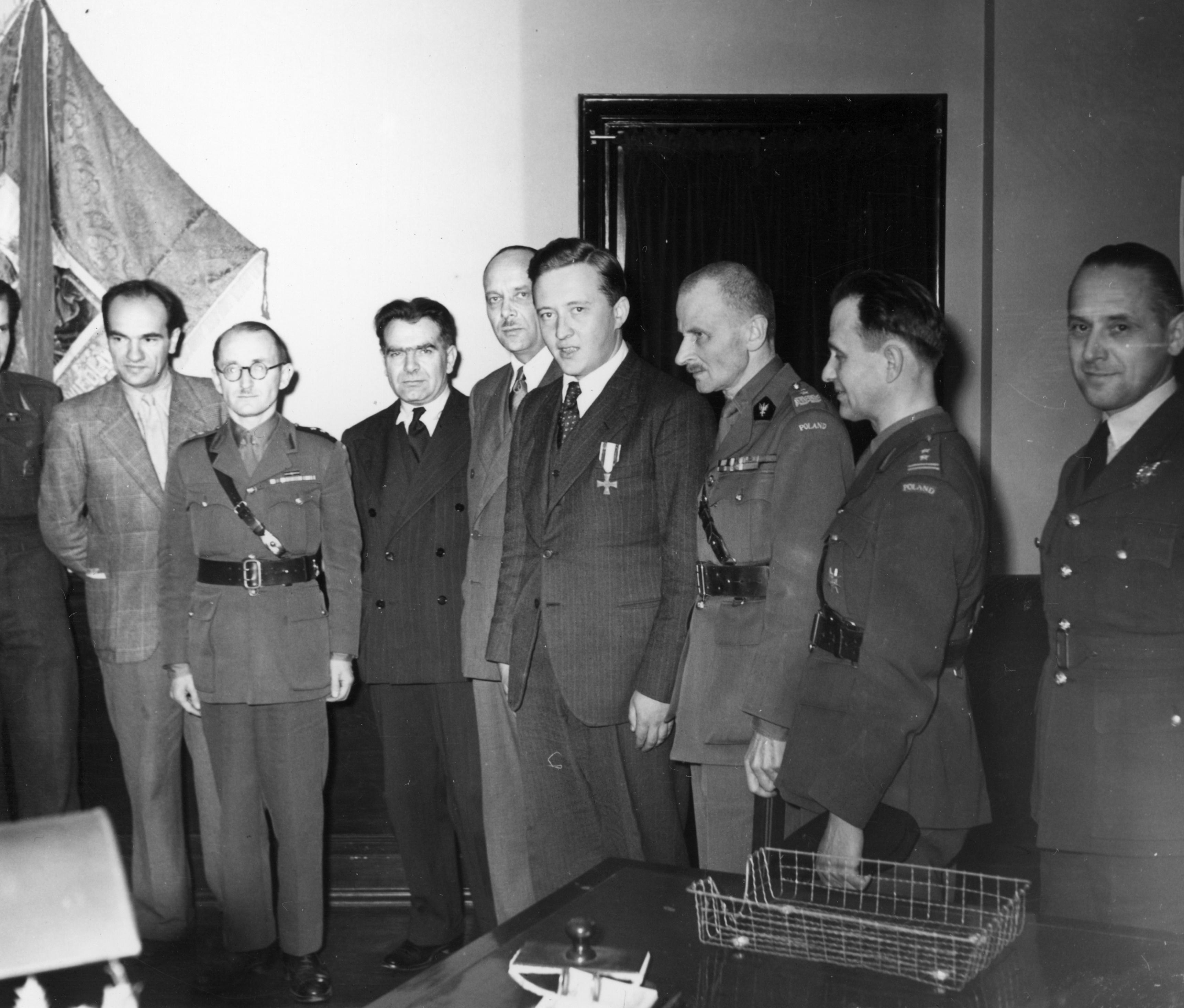
Dekoracja por. Jerzego Lerskiego Krzyżem Walecznych przez gen. Mariana Kukiela; widoczni też Władysław Banaczyk (obok Lerskiego) i Paweł Siudak.

Był synem Mieczysława i Zofii z domu Gordziewiczów, natomiast jego ojczymem został lekarz, mjr dr Adam Sołtysik. Przed wojną mieszkał we Lwowie. Był uczniem prywatnej szkoły powszechnej Mieczysława Kistryna (im. Henryka Jordana). W latach 1932–1935 wraz z Erwinem Axerem uczęszczał do II Państwowego Gimnazjum im. Karola Szajnochy we Lwowie. W latach gimnazjalnych był redaktorem naczelnym czasopisma Żagiew, miesięcznika szkół średnich Małopolski Wschodniej (współpraca z Kazimierzem Żygulskim). Po ukończeniu gimnazjum podjął studia na Wydziale Prawa Uniwersytetu Jana Kazimierza we Lwowie i Akademii Handlu Zagranicznego we Lwowie i w 1939 był na trzecim roku obu kierunków. Był aktywnym członkiem demokratycznych organizacji akademickich (m.in. członek, a następnie prezes Rady Naczelnej Polskiej Młodzieży Społeczno-Demokratycznej, członek Rady Naczelnej Stronnictwa Demokratycznego). Miał wielu przyjaciół Żydów i aktywnie przeciwstawiał się antyżydowskim ekscesom. Jako nieliczny wśród polskich studentów był również znany z proukraińskiego stanowiska. Na stopień podporucznika został mianowany ze starszeństwem z 1 stycznia 1938 i 499. lokatą w korpusie oficerów rezerwy artylerii.
W 1939 posiadał przydział w rezerwie do 9 Dywizjonu Artylerii Przeciwlotniczej z Traggutowa. Po przybyciu tamże 1 września 1939 mianowany dowódcą plutonu 5. baterii podchorążych Ośrodka Zapasowego Artylerii Przeciwlotniczej Nr 2 i pełnił tę funkcję w okresie kampanii wrześniowej. 11/12 września 1939 ewakuował się. Po najeździe sowieckim na Polskę udał się do Lwowa. Po nastaniu okupacji sowieckiej jesienią 1939 podjął studia na UJK i AHZ. Wobec narastającego terroru NKWD i groźby aresztowania w grudniu 1939 wraz z grupą kolegów przekroczył „zieloną” (strzeżoną przez pograniczne wojska NKWD) granicę polsko-węgierską w Gorganach i poprzez Węgry udał się do Francji, gdzie wstąpił do Polskich Sił Zbrojnych. Po klęsce Francji ewakuowany do Wielkiej Brytanii wraz z wojskiem. Od grudnia 1941 kurier Rządu RP na uchodźstwie, emisariusz Komendy Głównej AK (zaangażowany przez swojego przyjaciela Jana Karskiego). Od grudnia 1944 sekretarz premiera Tomasza Arciszewskiego.
Po wojnie na emigracji: w 1945 w Londynie współzałożyciel polskiego demokratyczno-radykalnego emigracyjnego ugrupowania politycznego Polskiego Ruchu Wolnościowego Niepodległość i Demokracja (NiD) (wraz z m.in. Janem Nowakiem-Jeziorańskim), następnie w USA. Doktoryzował się na Georgetown University. Wykładał historię i nauki polityczne na uniwersytetach w Karaczi (Pakistan), na Uniwersytecie Tokijskim i na Uniwersytet w Cejlonie. Stale związany (jako profesor historii) z University of San Francisco (gdzie przeszedł na emeryturę). W 1971 został mianowany doradcą Departamentu Obrony dla Spraw Międzynarodowego Bezpieczeństwa, Polityki Planowania i Narodowej Rady Bezpieczeństwa. 27 marca 1983 został powołany do Oddziału Rady Narodowej Rzeczypospolitej Polskiej na terenie Stanów Zjednoczonych.
Członek Polskiego Towarzystwa Naukowego na Obczyźnie (od 1960).

## Odznaczenia
- Krzyż Walecznych (2 października 1944)[7]
- Krzyż Oficerski Orderu Odrodzenia Polski (19 marca 1983)[8]
- Medal Sprawiedliwy wśród Narodów Świata[9]